# Redjang (schrift)

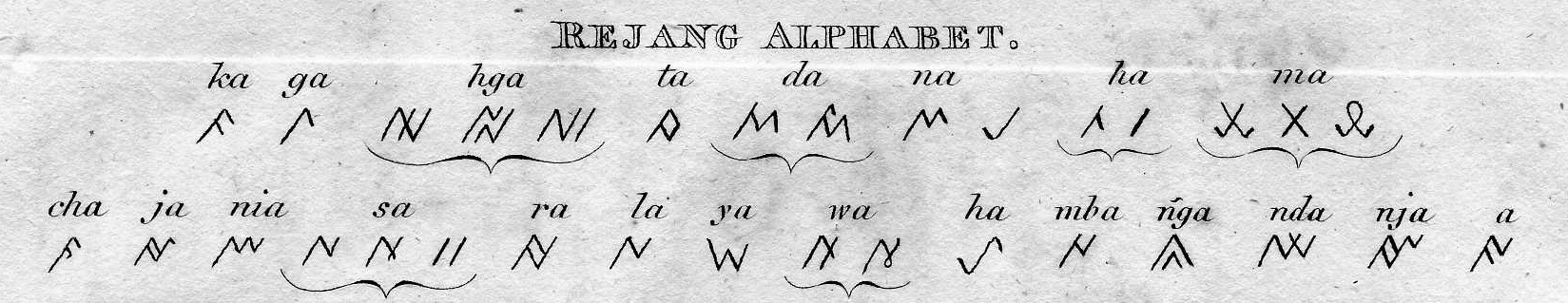
Het Redjangschrift

Redjang (Indonesisch: rejang, door M. Jaspan Ka-Ga-Nga genoemd) is een abugidaschrift. Het schrift werd vroeger gebruikt om de taal Redjang, gesproken in de Sumatraanse provincies Bengkulu en Zuid-Sumatra, te schrijven.

## Beschrijving
Het schrift stamt af van het Kawischrift en is verwant aan het rencongschrift dat gebruikt werd voor andere Maleise talen gesproken in de regio. De naam Ka-Ga-Nga is afkomstig van de volgorde van de letters (eigenlijk lettergrepen): de eerste drie letters zijn ka, ga en nga. De naam is verwarrend omdat ook de rencongschriften deze volgorde gebruiken.
Het redjangschrift is een abugida. Dat wil zeggen dat de tekens een medeklinker met een vaste klinker vertegenwoordigen (in dit geval een a). De klank van deze klinker kan worden veranderd door toevoeging van klinkertekens. Er is ook een "stop"-teken om alleen een medeklinker weer te geven ("ka" wordt dan een "k").

## Gebruik
Men schreef het schrift op hout, bamboe, boombast, lontarbladeren (bladeren van de Palmyra of Borassus flabellifer), dierenhuiden en soms op hoorns van karbouwen.